# Bagnisiella durantae
Bagnisiella durantae är en svampart som beskrevs av A. Pande 2008. Bagnisiella durantae ingår i släktet Bagnisiella och familjen Dothioraceae.   Inga underarter finns listade i Catalogue of Life.